# Sanyutei Koraku
Sanyutei Koraku (三遊亭 好楽?  6 de agosto de 1946) es un comediante de rakugo japonés, conocido por integrar el espectáculo de comedia shōten de Nippon TV.

## Carrera
Nacido en Toshima, el verdadero nombre de Enraku era Nobuo Ieiri (家入 信夫?), y se convirtió en aprendiz del rakugoka Hikoroku Hayashiya (林家 彦六?) en 1966 a la edad de 19 años, asumiendo el nombre de Hayashiya Nobuo (林家 のぶお?).Y un año después, se cambia el nombre a Hayashiya Kuzō (林家 九蔵?). Pero Hikoroku estaba muerto en 1982. así, Koraku se convirtió en aprendiz del rakugoka Sanyutei Enraku Ⅴ en 1983 a la edad de 36 años, asumiendo el nombre de Sanyutei Koraku (三遊亭 好楽?).

## Kōzame
- Hayashiya Nobuo (林家 のぶお?  1966)
- Hayashiya Kuzō (林家 九蔵?  1967-1983)
- Sanyutei Koraku (三遊亭 好楽?  1983-)